# Voo Aeroflot 528
O Voo Aeroflot 528 foi um voo comercial regular de Odessa para Berdyansk que caiu ao tentar pousar em más condições climáticas em 19 de junho de 1987, com 8 mortos.

## Aeronave
A aeronave envolvida no acidente era um Yakovlev Yak-40 da Aeroflot. A aeronave realizou seu primeiro voo em 17 de novembro de 1972.

## Acidente
No momento da decolagem, nuvens cumulonimbus estavam presentes a 700 metros, a visibilidade era limitada a seis quilômetros; o vento era de 6 km/h com rajadas de até 14,5 km/h. Às 11:16:37, os observadores do tempo recomendaram um aviso de tempestade ao controlador, ao qual ele disse: "ocupado". Em violação à lei, a informação não foi repassada ao longo da cadeia de comando. Às 11:16:47 a tripulação perguntou ao controlador sobre a visibilidade do radar. O controlador relatou visibilidade a 2.000 metros e afirmou que eles eram visíveis no radar. Após receber essas informações, a tripulação decidiu passar pelo sistema. Às 11:18:15, a uma distância de 20 km do aeroporto, o controle de tráfego aéreo passou a tripulação ao despachante para pouso. A uma distância de 15 km do aeroporto e a 400 metros de altitude, a tripulação foi instruída a fazer um curso de 95° e foi alertada sobre a ausência de monitoramento por radar na área de 6 km da pista. Após receber essa informação, a tripulação decidiu não dar uma volta. Aproximando-se de Berdyansk, às 11:20:15, a tripulação relatou ter entrado no plano de planagem a 8.600 metros, depois foi instruída a descer 400 metros. Às 11:20:24 eles receberam permissão para pousar em Berdyansk. Às 11:20:25, os observadores meteorológicos, a pedido do despachante, deram informações meteorológicas sobre a tempestade, aguaceiro, velocidade do vento e visibilidade. Nuvens scud foram observadas a uma altura de 210 m com rajadas de até 11 km/h. A visibilidade foi relatada como limitada a 500 m. Às 11h21, o piloto, questionando a visibilidade de 500 metros, tentou avaliar a visibilidade por meio de seus instrumentos, mas em procedimentos de violação não divulgou isso ao controlador. O avião pousou cerca de 5.000 pés abaixo da pista de 8.000 pés, embora fosse muito rápido no toque, e então aquaplanou. O piloto, não tendo muita certeza sobre o paradeiro do avião na pista, tentou decolar novamente (embora tivesse menos de 1.000 pés de pista restantes), rolou para fora do final da pista e abortou a tentativa de decolagem. O avião atingiu várias árvores, se partiu ao meio e pegou fogo. Cinco passageiros morreram no local, com mais um passageiro e dois comissários de bordo morrendo depois de seus ferimentos.

## Causas
Entre as múltiplas causas do acidente está a decisão de pousar no aeroporto de Berdyansk, apesar das condições meteorológicas e da pouca visibilidade. O comitê de investigação também citou a má gestão da torre de controle e na estação meteorológica. A falta de dados meteorológicos precisos fornecidos à tripulação foi citada como um fator contribuinte.